# Таволожка (Свердловская область)
Таволо́жка — деревня в Туринском городском округе Свердловской области, России.

## Географическое положение
Деревня Таволожка Туринского городского округа расположена в 18 километрах к востоку от города Туринска (по автотрассе — 22 километров), в лесной местности, в 3 километрах от слияния рек Большая Шайтанка и Малая Шайтанка.
К югу от деревни пролегает Свердловская железная дорога. Здесь, на линии Туринск-Уральский — Тавда, расположен остановочный пункт Таволожка.

## История деревни
Первоначальное название поселения было Таволжанское село.

### Александро-Невская церковь
В 1917 году была построена деревянная, однопрестольная церковь. В 1917 году была освящена во имя благоверного великого князя Александра Невского. Церковь была закрыта в 1930-е года, а после снесена.

## Население
| 2002 | 2010 |
| ---- | ---- |
| 17   | ↘6   |